# یورگن کروی
یورگن کروی (به آلمانی: Jürgen Croy) بازیکن فوتبال و دروازه‌بان اهل آلمان شرقی بود که از سال ۱۹۶۷ میلادی عضو تیم ملی فوتبال آلمان شرقی بوده‌است. وی در ۹۴ بازی ملی حضور داشته و در بازی‌های ملی‌اش گلی به ثمر نرساند. یورگن کروی آخرین بازی ملی خود را در سال ۱۹۸۱ میلادی انجام داد.